# 川南村 (大阪府)
川南村（かわなみむら）は、かつて大阪府西成郡にあった村。現在の大阪市港区・大正区・西成区の各一部にあたる。

## 歴史
村名は安治川の南に位置することによる。

### 沿革
- 1881年（明治14年） 難波島の西部、西成郡千島新田・炭屋新田・上田新田・今木新田・難波島村・中口新田の三軒家川沿いに船囲場が開削される。
- 1882年（明治15年） 西成郡難波島村が難波島町となる。
- 1884年（明治17年） 西成郡上田新田が千島新田へ編入される。
- 1889年（明治22年）4月1日 町村制施行により、西成郡市岡新田・池山新田・木屋新田・湊屋新田・石田新田・田中新田・八幡屋新田・池田新田・北福崎新田・南福崎新田・前田屋新田・泉尾新田・北恩加島新田・千歳新田・小林新田・岡田新田・南恩加島新田・平尾新田・千島新田・炭屋新田・今木新田・難波島町・中口新田・津守新田が合併して、西成郡川南村が発足。大字市岡新田に西成郡天保町との合同村役場を設置。
- 1897年（明治30年）4月1日 大阪市第1次市域拡張により、大字津守新田を除く23大字が西区へ編入される。大字津守新田は単独で西成郡津守村を新たに発足させる。